# Showdown in the Sun (2012)
Showdown in the Sun (2012) est un pay-per-view de catch produit par la Ring of Honor (ROH), qui était disponible uniquement en ligne. Il a été utilisé exceptionnellement pour remplacer le pay-per-view annuel Supercard of Honor. Le PPV se déroula les 30 et 31 mars 2012 au War Memorial Auditorium à Fort Lauderdale, en Floride. C'était la 1re édition de Showdown in the Sun de l'histoire de la ROH.

## Contexte
Les spectacles de la Ring of Honor en paiement à la séance sont constitués de matchs aux résultats prédéterminés par les scénaristes de la ROH. Ces rencontres sont justifiées par des storylines - une rivalité avec un catcheur, la plupart du temps - ou par des qualifications survenues au cours de shows précédant l'évènement. Tous les catcheurs possèdent un gimmick, c'est-à-dire qu'ils incarnent un personnage face (gentil) ou heel (méchant), qui évolue au fil des rencontres. Un pay-per-view comme Showdown in the Sun est donc un événement tournant pour les différentes storylines en cours.

## Résultats
- Chapter I

| #                                                                | Matchs | Stipulation                                            | Durée |
| ---------------------------------------------------------------- | --- | ------------------------------------------------------ | ----- |
| 1                                                                | Briscoe Brothers (Jay Briscoe & Mark Briscoe) (c) battent TMDK (Mikey Nicholls & Shane Haste)                                    | Proving Ground Tag Team match                          |       |
| 2                                                                | Adam Cole bat Adam Pearce | Match simple                                           |       |
| 3                                                                | The All-Night Express (Rhett Titus & Kenny King) battent The Young Bucks (Matt Jackson & Nick Jackson)                           | Tornado Tag Team match                                 |       |
| 4                                                                | Jay Lethal (c) bat Kyle O'Reilly                                                                                                 | Match simple pour le ROH World Television Championship |       |
| 5                                                                | The World's Greatest Tag Team (Charlie Haas & Shelton Benjamin) battent C&C Wrestle Factory (Caprice Coleman & Cedric Alexander) | Tag Team match                                         |       |
| 6                                                                | Mike Bennett (avec Maria Kanellis) bat Lance Storm                                                                               | Match simple                                           |       |
| 7                                                                | Kevin Steen bat El Generico | Last Man Standing match                                |       |
| 8                                                                | Davey Richards (c) bat Eddie Edwards et Roderick Strong (avec Truth Martini)                                                     | Triple Threat match pour le ROH World Championship     |       |
| (c) désigne le(s) champion(s) défendant son titre dans le match. | |                                                        |       |

- Chapter II

| #                                                                | Matchs | Stipulation                                             | Durée |
| ---------------------------------------------------------------- | --- | ------------------------------------------------------- | ----- |
| 1                                                                | Jimmy Jacobs bat El Generico                                                                                              | Match simple                                            |       |
| 2                                                                | Tommaso Ciampa bat Cedric Alexander (avec Caprice Coleman)                                                                | Match simple                                            |       |
| 3                                                                | TJ Perkins bat Fire Ant                                                                                                   | Match simple                                            |       |
| 4                                                                | Kyle O'Reilly bat Adam Cole                                                                                               | Match simple                                            |       |
| 5                                                                | The Young Bucks (Matt Jackson & Nick Jackson) battent The All-Night Express (Rhett Titus & Kenny King)                    | Street Fight Tag Team match                             |       |
| 6                                                                | Briscoe Brothers (Jay Briscoe & Mark Briscoe) (c) battent The World's Greatest Tag Team (Charlie Haas & Shelton Benjamin) | Tag Team match pour les ROH World Tag Team Championship |       |
| 7                                                                | Kevin Steen bat Eddie Edwards                                                                                             | Match simple                                            |       |
| 8                                                                | Roderick Strong (avec Truth Martini) bat Jay Lethal (c)                                                                   | Match simple pour le ROH World Television Championship  |       |
| 9                                                                | Davey Richards (c) bat Michael Elgin                                                                                      | Match simple pour le ROH World Championship             |       |
| (c) désigne le(s) champion(s) défendant son titre dans le match. | |                                                         |       |